# Dinetus pictus

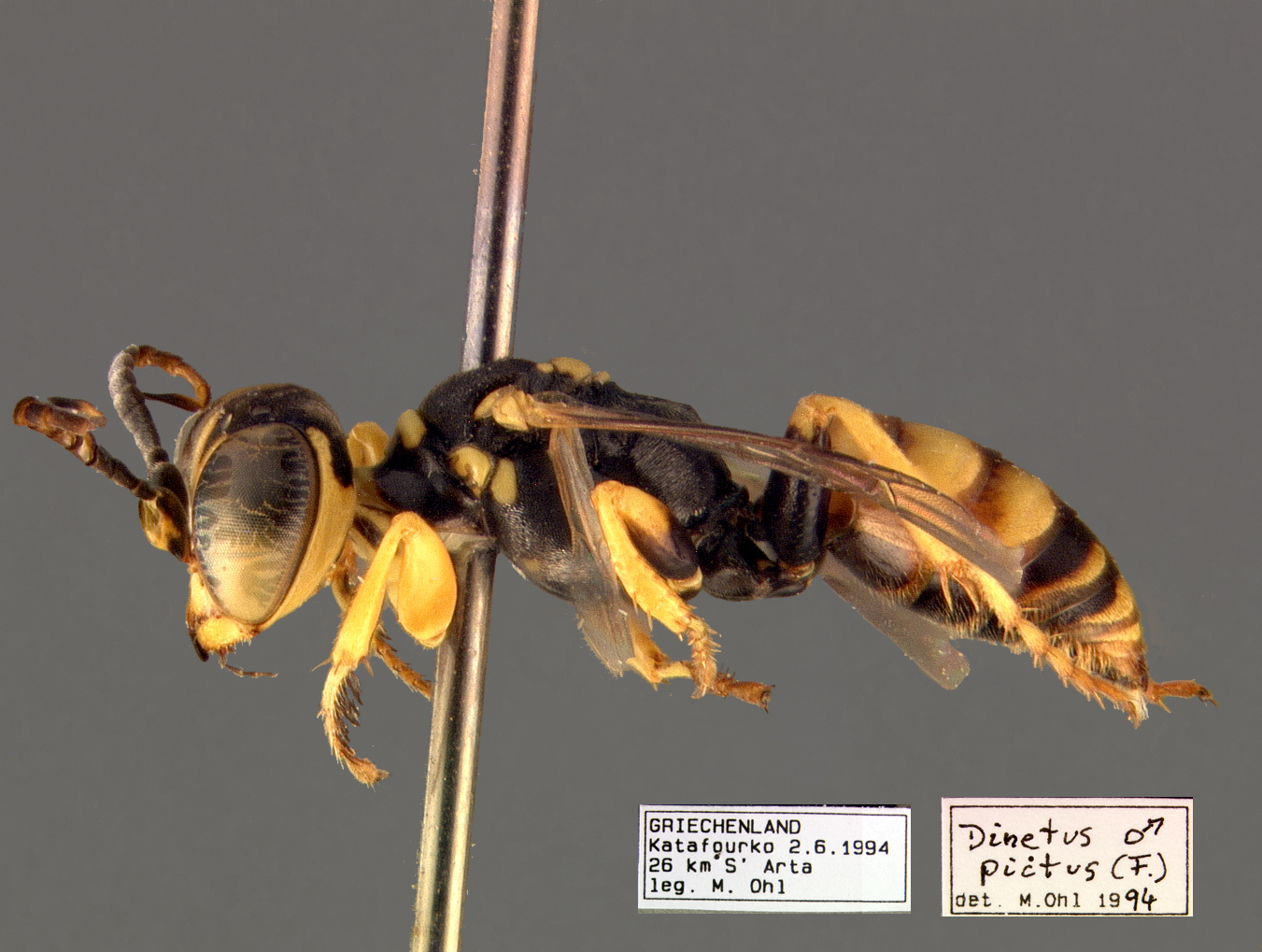

Dinetus pictus (лат.) — вид песочных ос (Crabronidae) рода Dinetus из подсемейства Dinetinae (ранее в Astatinae). Западная Палеарктика.

## Распространение
Европа, кроме северной и северо-восточной частей; Турция, Сирия, Казахстан, Россия: европейская часть, Западная Сибирь (Алтай).

## Описание
Мелкие осы (5 — 7 мм) чёрного цвета с жёлтыми отметинами. От близких видов отличается следующими признаками: тергит IV в отчетливой пунктировке; проподеум с косыми бороздками, между бороздками мелкосетчатый. Передние тарзальные гребни с отчетливо расширенными шипами. Скутум более или менее матовый, густо пунктированный или сетчатый. Передний край наличника медиально с двумя длинными зубцами. Наружная жилка субдискоидальной ячейки (cu) вертикальная, параллельна нервулюсу (cu-a). Между двумя полами наблюдается явный половой диморфизм. Самка: тергиты I–II брюшка красные с пятнами цвета слоновой кости сзади (иногда редуцированными на I), тергит II красный с крупными пятнами цвета слоновой кости сзади, тергиты III–IV чёрные с пятнами цвета слоновой кости, V-й чёрный с широкой вершинной частью, VI-й цвета слоновой кости с красной вершиной. Самец: I–III тергиты брюшка красные с широкими жёлтыми перевязями, IV–V чёрные с жёлтыми апикальными пятнами или перевязью, VI красные с жёлтыми, VII красноватые. Глаза не соприкасаются друг с другом, но соприкасаются с основанием мандибул. Жвалы с выемкой внизу. В передних крыльях 2 субмаргинальные ячейки. Предположительно, как и другие близкие виды своего рода охотится на клопов (Heteroptera) или цикадок (Cicadinea), которых запасают для своего потомства в земляных гнёздах. Вид был впервые описан в 1793 году, а его валидный статус подтверждён в ходе ревизии, проведённой в 2021 году немецким гименоптерологом Hans-Joachim Jacobs (Senckenberg Deutsches Entomologisches Institut, Мюнхеберг, Германия).